# Jessic Ngankam
Ngankam Jessic Gaïtan Ngankam (Berlín, 20 de julio de 2000) es un futbolista alemán que juega como delantero en el Eintracht Fráncfort de la 1. Bundesliga.

## Trayectoria
Debutó como profesional con el Hertha Berlín el 16 de mayo de 2020 en la Bundesliga, entrando como suplente en el minuto 79 por Vedad Ibišević en el partido como visitante contra el TSG 1899 Hoffenheim, que terminó con una victoria por 3-0.
Se trasladó al SpVgg Greuther Fürth en julio de 2021 en calidad de cedido por una temporada. Este se aseguró una opción para contratarlo de forma permanente.

## Selección nacional
Fue incluido en la selección de Alemania para la Copa Mundial de Fútbol Sub-17 de 2017 en la India. Disputó cuatro partidos durante el torneo, en el que Alemania fue eliminada en cuartos de final con una derrota por 2-1 ante Brasil. Al año siguiente, disputó tres partidos con la selección sub-18.

## Vida personal
Nació en Berlín, y es de ascendencia camerunesa. Su hermano Roussel Ngankam también es futbolista, y apareció en las selecciones inferiores de Alemania.

## Estadísticas

### Clubes
Actualizado al último partido disputado el 12 de abril de 2025.
| Club                            | Div.          | Temporada     | Liga  | Liga  | Copas nacionales | Copas nacionales | Copas internacionales | Copas internacionales | Total | Total |
| Club                            | Div.          | Temporada     | Part. | Goles | Part.            | Goles            | Part.                 | Goles                 | Part. | Goles |
| ------------------------------- | ------------- | ------------- | ----- | ----- | ---------------- | ---------------- | --------------------- | --------------------- | ----- | ----- |
| Hertha Berlín II · Alemania     | 4.ª           | 2019-20       | 22    | 11    | —                | —                | —                     | —                     | 22    | 11    |
| Hertha Berlín II · Alemania     | 4.ª           | 2020-21       | 3     | 1     | —                | —                | —                     | —                     | 3     | 1     |
| Hertha Berlín · Alemania        | 1.ª           | 2019-20       | 4     | 0     | 0                | 0                | —                     | —                     | 4     | 0     |
| Hertha Berlín · Alemania        | 1.ª           | 2020-21       | 15    | 2     | 0                | 0                | —                     | —                     | 15    | 2     |
| SpVgg Greuther Fürth · Alemania | 1.ª           | 2021-22       | 6     | 2     | 0                | 0                | —                     | —                     | 6     | 2     |
| SpVgg Greuther Fürth · Alemania | Total club    | Total club    | 6     | 2     | 0                | 0                | 0                     | 0                     | 6     | 2     |
| Hertha Berlín II · Alemania     | 4.ª           | 2022-23       | 1     | 0     | —                | —                | —                     | —                     | 1     | 0     |
| Hertha Berlín II · Alemania     | Total club    | Total club    | 26    | 12    | 0                | 0                | 0                     | 0                     | 26    | 12    |
| Hertha Berlín · Alemania        | 1.ª           | 2022-23       | 18    | 4     | 0                | 0                | —                     | —                     | 18    | 4     |
| Hertha Berlín · Alemania        | Total club    | Total club    | 37    | 6     | 0                | 0                | 0                     | 0                     | 37    | 6     |
| Eintracht Fráncfort · Alemania  | 1.ª           | 2023-24       | 15    | 0     | 2                | 2                | 6                     | 1                     | 23    | 3     |
| Eintracht Fráncfort · Alemania  | Total club    | Total club    | 15    | 0     | 2                | 2                | 6                     | 1                     | 23    | 3     |
| 1. FSV Mainz 05 · Alemania      | 1.ª           | 2023-24       | 6     | 0     | 0                | 0                | ―                     | ―                     | 6     | 0     |
| 1. FSV Mainz 05 · Alemania      | Total club    | Total club    | 6     | 0     | 0                | 0                | 0                     | 0                     | 6     | 0     |
| Hannover 96 · Alemania          | 2.ª           | 2024-25       | 27    | 4     | 1                | 0                | —                     | —                     | 28    | 4     |
| Hannover 96 · Alemania          | Total club    | Total club    | 27    | 4     | 1                | 0                | 0                     | 0                     | 28    | 4     |
| Total carrera                   | Total carrera | Total carrera | 117   | 24    | 3                | 2                | 6                     | 1                     | 116   | 27    |